# RentAHitman.com
RentAHitman.com (del inglés rent a hitman, «alquile un asesino a sueldo») es un sitio web satírico que pretende ofrecer asesinos a sueldo. La dirección URL del sitio fue comprada por Bob Innes en 2005 como un potencial sitio web para una empresa de tecnología de la información que estableciera con sus amigos (un juego de palabras con el uso de la palabra «hit» como control de la seguridad de un sitio web o el conteo de tráfico web). La empresa nunca se inició, pero Innes retuvo el sitio. Al revisar la bandeja de entrada del correo electrónico del sitio en 2008, encontró cientos de mensajes solicitando servicios de sicariato, pero consideró que ninguno era serio. Al verificar nuevamente en 2010, encontró una solicitud seria de una mujer en Canadá. Pasó sus datos a la policía y ella fue condenada por solicitar el asesinato.
Posteriormente, Innes estableció RentAHitman.com como una supuesta fachada de una agencia de sicariato, aunque incluyó numerosos chistes en su contenido. Innes revisa los mensajes que se le envían y remite cualquier solicitud seria a las agencias del cumplimiento de la ley. El sitio de Innes ha resultado en varias condenas adicionales para aquellos que intentan emplear sus servicios.

## Origen
RentAHitman.com fue comprado y registrado por Bob Innes el 5 de febrero de 2005 por $9,20. Innes, del norte de California, se graduó de la academia de policía del condado de Napa en 1999, pero no pudo encontrar empleo y, en cambio, se dedicó a una carrera en tecnología de la información (TI). Estableció el sitio web con un grupo de amigos en un programa de capacitación en TI. La dirección URL era la posible ubicación de un sitio web para una empresa que los amigos fundarían para un servicio que probaría las medidas de seguridad en línea de la empresa (realizando visitas en ellas, llamadas «hits» en inglés) o para un servicio que optimizaría el tráfico web (es decir, aumentaría el número de «hits»). En ese momento, Innes también recopilaba nombres de dominio con la esperanza de venderlos más tarde para obtener ganancias. Innes y sus amigos se graduaron en junio de 2005 y se fueron por caminos separados, sin formar una empresa. Innes retuvo la propiedad del nombre de dominio y lo puso a subasta, pero no recibió ofertas. Continuó manteniendo la dirección URL con la esperanza de venderla en el futuro.

## Creación de sitio
Innes revisó la bandeja de entrada del correo electrónico que había asociado con el sitio web en 2008 y descubrió que tenía entre 250 y 300 mensajes solicitando los servicios de asesinos a sueldo o sicarios (en inglés llamados hitman) o solicitando empleo en el campo. Muchos eran de naturaleza bromista y no encontró ninguno de ellos alarmante. Cuando revisó nuevamente en 2010, encontró un mensaje de una mujer en Canadá llamada Helen. Ella le pidió que llevara a cabo los asesinatos de tres miembros de su familia en el Reino Unido, alegando que la habían estafado y dejado fuera de una herencia. Innes consideró que esta solicitud era la primera seria que había recibido, ya que proporcionaba los nombres y direcciones de los objetivos. Pasó los detalles a un amigo que era sargento de policía de California. El caso pasó a la policía canadiense, que arrestó a Helen. Cumplió cuatro meses de prisión por solicitar el asesinato antes de ser extraditada al Reino Unido, donde la buscaban por otros cargos graves.
Después de este caso, Innes decidió continuar administrando el sitio web y renombrarlo como una falsa agencia de sicariato. Llenó el sitio con chistes y pistas de que no era legítimo. Estos incluían testimonios falsos de clientes satisfechos y una afirmación de que está regulado por la Hitman Information Privacy Protection Act («Ley de protección de la privacidad de la información de asesinos a sueldo»), un juego de palabras con la Health Insurance Portability and Accountability Act («Ley de portabilidad y responsabilidad del seguro médico») con la que estaba familiarizado a través de su trabajo en TI médica. El sitio afirma que la agencia tiene «17 985 agentes de campo», que en realidad es el número aproximado de agencias de cumplimiento de la ley estadounidenses y ofrece «descuentos para grupos y personas mayores». En 2014, Innes agregó un «formulario de solicitud de servicio» que requiere los nombres, la dirección de correo electrónico y el número de teléfono de un usuario. Innes usa el seudónimo «Guido Fanelli» en el sitio y para responder a consultas.
Innes recibió alrededor de 8 a 10 solicitudes por mes, para un total de alrededor de 700 para noviembre de 2021, incluidas 400 a través de su formulario de solicitud de servicio. Elimina todas aquellas que considera bromas obvias, pero responde a las preguntas que considera serias. Les permite a los clientes un período de reflexión de 24 horas, luego de lo cual hace dos preguntas: «¿Todavía necesita nuestros servicios?» y «¿Le gustaría que lo ponga en contacto con un operativo de campo para una consulta gratuita?». Si responden afirmativamente, pasa sus datos a la policía. Innes pasa todas las solicitudes relacionadas con menores a la policía de inmediato. Innes considera que el sitio es «un imán para las frutas maduras que están tratando de dañar a otras personas» y dijo: «Realmente no pensé que la gente fuera a ser tan estúpida. Vaya que me lo demostraron». Él cubre todos los costos para mantener el sitio en funcionamiento, aunque acepta donaciones.

## Enjuiciamientos
Innes cree que alrededor del 10% de las consultas al sitio resultan en una investigación policial y considera que ha salvado alrededor de 150 vidas a través del sitio. Durante un tiempo, Innes recibió muchas consultas de Indonesia como resultado de la mención de su sitio en un video indonesio de YouTube sobre la dark web. Innes cree que alrededor de una docena de personas han sido arrestadas como resultado del sitio web. Los casos notables incluyen el caso de 2018 de Devon Fauber, quien quería contratar a un sicario para matar a su exnovia y a los padres de ella antes de secuestrar a su hija de tres años. Unos 10 días después del contacto inicial, Fauber volvió a ponerse en contacto con Innes para preguntarle «¿Cómo es que el trabajo aún no está terminado?». Fauber fue declarado culpable de dos cargos de solicitud para cometer asesinato y sentenciado a 10 años de prisión en 2019. En julio de 2020, Wendy Wein fue arrestada por utilizar el sitio para tratar de organizar el asesinato de su exmarido. Fue declarada culpable de solicitud de asesinato y uso de una computadora para cometer un delito.